# Путешествие за улыбку
«Путешествие за улыбку» (пол. Podróż za jeden uśmiech) — польский чёрно-белый молодёжный кинофильм, комедия 1972 года. Экранизация одноимённого романа Адама Багдая.
Из этого самого материала возник тоже одноимённый телесериал, поделенный на 7 серии.

## Сюжет
Юмористические приключения двух мальчиков, которые должны добраться на побережье моря, но нет у них денег. Итак путешествуют автостопом. Они после дороги встречают странных и опасных людей. А самое плохое, что ищет их милиция. Но таинственная «тётя» им помогает.

## В ролях
- Алина Яновская — «тётя» Уля,
- Филип Лободзиньский — Дудусь Фонферский,
- Хенрик Голембевский — Польдек Ванатович,
- Александра Заверушанка — Моника,
- Тадеуш Плюциньский — жених Моники,
- Александер Дзвонковский — владелец шляпы,
- Эдмунд Феттинг — профессор Омельский, биохимик,
- Рышард Петруский — директор дома отдыха,
- Болеслав Плотницкий — врач, участник отдыха,
- Станислав Игар — врач,
- Халина Коссобудзкая — участница конноспортивного отдыха,
- Казимеж Брусикевич — курортник на кемпинге,
- Лидия Корсакувна — женщина в кемпинге,
- Хенрик Бонк — муж женщины в кемпинге,
- Лешек Хердеген — Слык, шофёр,
- Ежи Турек — водитель грузовика, любитель Шекспира,
- Зыгмунт Кенстович — водитель грузовика,
- Богуслав Сохнацкий — водитель машины, перевозящей мебель,
- Витольд Скарух — водитель фиата,
- Мечислав Войт — чех, водитель мерседеса,
- Ежи Цнота — путешествующий автостопом,
- Анджей Воячек — путешествующий автостопом,
- Мажена Трыбала — путешествующая автостопом,
- Ежи Брашка — путешествующий автостопом,
- Януш Клосиньский — милиционер на посту,
- Франтишек Тшецяк — милиционер,
- Ирена Орская — пани Зузя, старшая официантка в доме отдыха,
- Кристина Борович — официантка в мотеле,
- Ирена Карел — официантка в кафе на море,
- Ханна Скаржанка — хозяйка,
- Тереса Ижевская — Беня Фонферская, мать Дудуся,
- Ян Махульский — Станислав Ванатович, отец Польдека,
- Тереса Шмигелювна — мать Польдека.